# Football Manager 2011
Football Manager 2011 est un jeu vidéo de gestion sportive de football développé par Sports Interactive, sorti le 5 novembre 2010 sur PC (Windows, Mac OS). Il fait partie de la série Football Manager.

## Système de jeu
Football Manager 2011 a subi quelques changements depuis "FM" 2010. 
Le nouvel opus de Sports Interactive bénéficie d'une interface légère modifiée ainsi que d'une interface pour les discussions avec joueurs, staff et dirigeants ce qui est la grande nouveauté de cet opus. Elle permet de discuter avec tous les personnages de FM en direct et donc connaître en direct les différentes offres de contrats que les joueurs désirent selon vos offres.
L'entraînement a été remanié pour plus de facilité de gestion. Les graphismes ont été améliorés et bugent moins et les championnats ont désormais un système de réputation dynamique qui attira les joueurs plus ou moins célèbres dans tel ou tel championnat, selon les performances des clubs du championnat lors des compétitions continentales.